# Tadeusz Wiwatowski

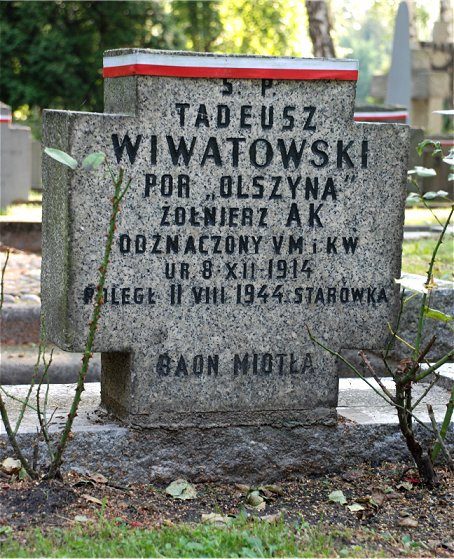
Grób na Powązkach Wojskowych

Tadeusz Wiwatowski (ur. 26 listopada?/9 grudnia 1914 w Mińsku, zm. 11 sierpnia 1944 w Warszawie) – polski filolog, pracownik naukowy i dydaktyczny tajnego Uniwersytetu Warszawskiego, żołnierz obrony z września 1939 oraz AK (ps. „Olszyna”), uczestnik powstania warszawskiego.

## Życiorys
Urodził się 9 grudnia 1914 roku w Mińsku Litewskim, w rodzinie Józefa i Adeli z domu Kirchner. Miał dwóch braci (starszego Kazimierza i młodszego Leszka). Po rewolucji październikowej rodzina Wiwatowskich wróciła do Warszawy, z której wyjechała kilka miesięcy przed jego urodzeniem. W 1925 r. Wiwatowski zaczął uczęszczać do I Męskiego Gimnazjum Miejskiego m.st. Warszawy, gdzie poznał się ze Stefanem Kilanowiczem i Franciszkiem Zubrzyckim. Należał do wyróżniających się uczniów, angażował się także w życie społeczności szkolnej, m.in. był prezesem szkolnej Sodalicji Mariańskiej.
W 1933 r. z wyróżnieniem zdał maturę i podjął studia polonistyczne na Uniwersytecie Warszawskim pod kierunkiem prof. Juliana Krzyżanowskiego. Podczas studiów trafił na kurs do Szkoły Podchorążych Rezerwy Artylerii, gdzie poznał m.in. Janusza Neugebauera i Mariana Bernaciaka. Podczas szkolenia zachorował na gruźlicę i z tego powodu w 1938 r. przebywał na leczeniu sanatoryjnym w Zakopanem, podczas którego napisał swoje jedyne opublikowane opowiadanie Bebi. Po skończeniu szkolenia wojskowego podjął pracę naukową obejmującą głównie twórczość Stanisława Wyspiańskiego, Stanisława Przybyszewskiego i Elizy Orzeszkowej, publikował m.in. w Ateneum i Ruchu Literackim.
W czerwcu 1939 r. zdał egzamin magisterski i podjął pracę w Gimnazjum im. gen. Sowińskiego oraz w Korbutianum. W czasie kampanii wrześniowej dowodził plutonem w 8 dywizjonie artylerii ciężkiej. W październiku 1939 r. wrócił ranny do Warszawy i podjął pracę w Filtrach jako robotnik.
Działalność konspiracyjną rozpoczął w listopadzie 1939 r. w Tajnej Organizacji Wojskowej (TOW), gdzie pełnił funkcję zastępcy komendanta okręgu TOW Warszawa-Miasto Józefa Rybickiego (ps. „Andrzej”). Po scaleniu TOW z AK w 1943 r., w stopniu podporucznika został przydzielony do Kedywu Okręgu Warszawskiego - pełnił funkcję dowódcy oddziału dyspozycyjnego „A”. W pierwszych dniach powstania warszawskiego dowodził tą jednostką walczącą w ramach Zgrupowania „Radosław”. Był również przez krótki czas zastępcą dowódcy Batalionu „Miotła” kpt. Franciszka Mazurkiewicza, jednak wkrótce ponownie objął dowództwo nad swoim macierzystym oddziałem dyspozycyjnym „Kolegium A”. Zginął w czasie walk tego oddziału przy ul. Stawki. Odznaczony dwukrotnie Orderem Virtuti Militari V klasy (w 1939 i pośmiertnie w 1944). Pochowany w kwaterach żołnierzy i sanitariuszek baonu „Miotła” na Powązkach Wojskowych w Warszawie (kwatera A24-5-12).